# Michigan Bell and Western Electric Warehouse
Michigan Bell and Western Electric Warehouse es un antiguo edificio de almacén comercial ubicado en 882 Oakman Boulevard (también numerado como 14300 Woodrow Wilson) en la ciudad e Detroit, la más poblada del estado de Míchigan (Estados Unidos). Fue diseñadopor Wirt C. Rowand en estilo art déco y construido en 1930. Fue incluido en el Registro Nacional de Lugares Históricos en 2009. En la actualidad se le conoce como NSO Bell Building.

## Historia
A finales de la década de 1920, Western Electric y Michigan Bell compartían un edificio en el lado oriental de Detroit, donde Western Electric almacenaba y distribuía equipos, y Michigan Bell albergaba y mantenía sus vehículos. Ese edificio resultó demasiado pequeño por lo que en 1929-1930, las dos empresas construyeron esta estructura para que sirviera de almacén, garaje y espacio de oficina para ambos. Michigan Bell utilizó el lado occidental del primer piso como garaje, y el tercer y sexto pisos como operaciones de mantenimiento y espacio de oficinas, respectivamente. Western Electric utilizó un raíl en el lado norte y este del edificio para el envío, el segundo piso para almacenamiento y el resto del edificio para oficinas y operaciones.
Western Electric utilizó el edificio como su sede de Míchigan hasta 1958, cuando se trasladaron a una planta de cerveza en Plymouth, Míchigan. Al año siguiente, la operación de las Páginas Amarillas se trasladó al edificio. En 1961, se instaló un gran letrero de "Páginas Amarillas" en el frente del edificio. Michigan Bell vendió el edificio en 1995, aunque la empresa siguió utilizándolo hasta 1999.
Durante algunos años hasta mediados de la década de 1980, el edificio se destacó por su letrero "Weather-Phone", bajo el logotipo de las páginas amarillas. Este letrero de plástico blanco translúcido, inspirado en el teléfono de escritorio modelo 500 de Western Electric, estaba retroiluminado con luces de diferentes colores, lo que proporcionaba un pronóstico meteorológico básico a los automovilistas en la autopista Lodge Freeway por la noche. Un teléfono rojo significaba que se pronosticaba un clima más cálido en las próximas 24 horas, el azul significaba más frío y el amarillo, sin cambios de temperatura. La iluminación parpadeaba cuando se esperaban precipitaciones, mientras que una luz fija significaba que no se esperaba lluvia ni nieve. Durante la remodelación del edificio en 2009, la señal se consideró estructuralmente defectuosa y se eliminó. Se ofreció a los museos, pero debido a su gran tamaño (tenía casi cinco pisos de altura) nadie pudo aceptarlo.
Se planificó una renovación de uso mixto para la estructura en 2009, combinando las oficinas administrativas y los servicios de la Organización de Servicios Vecinales con viviendas de apoyo permanente para las personas que anteriormente no tenían hogar. La inversión total es de aproximadamente 50 millones de dólares.
En julio de 2013, la remodelación está a punto de completarse, y solo se completará la sede de la OSN. Los residentes ya ocupan el edificio, que cuenta con servicios como gimnasio, biblioteca, sala de computadoras, sala de recreación, oficina de servicios de apoyo y sala de ejercicios.

## Descripción
Michigan Bell and Western Electric Warehouse consta de una serie de masas rectangulares dispuestas en una huella irregular. La sección principal, que corre a lo largo de Oakman, tiene seis pisos de altura, con una torre central que se eleva a 12 pisos. La torre tiene tres bahías de ancho y las secciones flanqueantes del edificio tienen cinco bahías cada una. Cada bahía está separada por pilares de ladrillo y contiene un grupo de tres ventanas de cuatro sobre cuatro de doble guillotina con alféizares de piedra caliza. La entrada a la torre central se realiza a través de un par de puertas dobles con luces laterales y un travesaño. Las puertas están ubicadas dentro de una abertura arqueada de 2 1⁄2 pisos, con el borde revestido en piedra caliza con relieve art déco en la clave.
Un ala de cinco pisos, seis bahías por siete bahías, se extiende detrás de la sección principal. Las bahías están nuevamente separadas por pilares de ladrillo y contienen ventanas de acero de tipo industrial de paneles múltiples. Un almacén de dos pisos, cinco bahías de ancho por diez de profundidad, corre a lo largo del lado oriental del edificio. Un garaje de dos pisos, seis bahías de ancho y diez bahías de profundidad, corre a lo largo del lado occidental. Otro garaje de un piso está en el lado norte.
El interior de la estructura fue originalmente principalmente industrial. Sin embargo, el vestíbulo de entrada y el pasillo del primer piso tienen una escalera de mármol con paredes revestidas de mármol y un techo abovedado. Los garajes y el almacén son espacios abiertos con pisos y paredes de concreto y vigas de techo a la vista. El resto del edificio principal es ladrillo pintado y paredes de bloques de hormigón y pisos de hormigón. Actualmente, las áreas que se construyeron como espacios abiertos de almacén se han subdividido en áreas de oficinas. Hay una cocina del tercer piso con paredes de bloques vidriados y pisos de baldosas. Los pisos undécimo y duodécimo de la torre son un solo espacio abierto que contiene dos grandes tanques de agua